# Gädheim

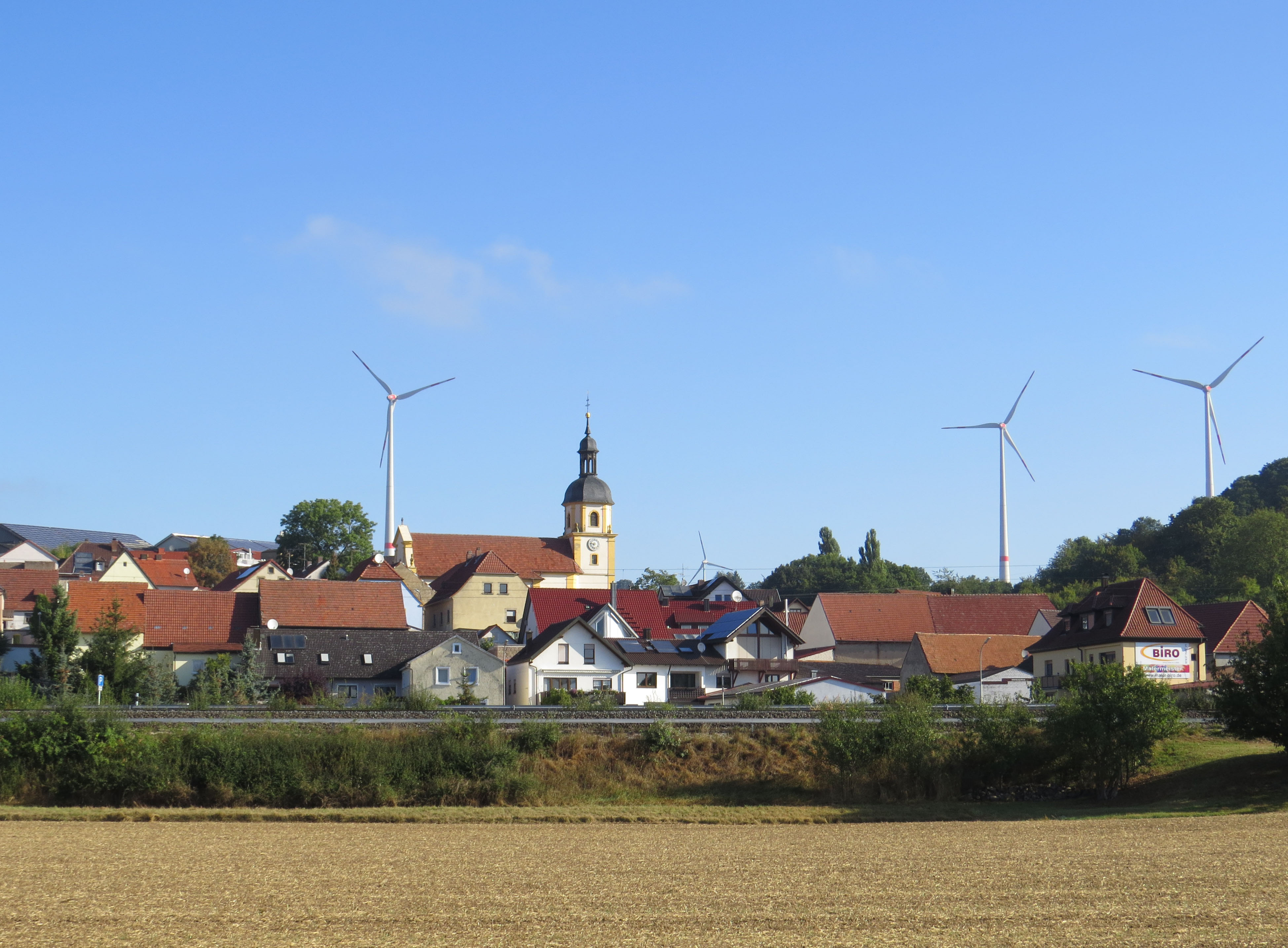
Gädheim von Süden

Gädheim ist eine Gemeinde im unterfränkischen Landkreis Haßberge (Bayern). Sie ist Mitglied der Verwaltungsgemeinschaft Theres.

## Geografie

### Lage
Die Gemeinde liegt im Maintal, etwa zwölf Kilometer von Schweinfurt und zehn Kilometer von der Kreisstadt Haßfurt entfernt. Gädheim liegt in der Planungsregion Main-Rhön und am Südrand der Schweinfurter Rhön. Die unmittelbar am Fluss gelegenen Areale zählen dagegen zum Naturraum Oberthereser Maintal im Steigerwaldvorland.

### Gemeindegliederung
Es gibt drei Gemeindeteile (in Klammern sind der Siedlungstyp und die Einwohnerzahl angegeben):
- Gädheim (Pfarrdorf, 761)
- Greßhausen (Kirchdorf, 115)
- Ottendorf (Kirchdorf, 470)

Es gibt die Gemarkungen Greßhausen, Gädheim und Ottendorf.

### Nachbargemeinden
Nachbargemeinden sind (von Norden beginnend im Uhrzeigersinn): Schonungen, Theres, Grettstadt und Gochsheim.

## Geschichte

### Bis zur Gemeindegründung
Gädheim wurde im Jahre 1151 erstmals urkundlich erwähnt. Als Teil des Hochstiftes Würzburg, das ab 1500 zum Fränkischen Reichskreis gehörte, wurde Gädheim 1803 zugunsten Bayerns säkularisiert, dann im Frieden von Preßburg 1805 Erzherzog Ferdinand von Toskana zur Bildung des Großherzogtums Würzburg überlassen, mit welchem es 1814 endgültig an Bayern fiel.

### Eingemeindungen
Im Zuge der Gebietsreform in Bayern wurden am 1. Mai 1978 die Gemeinden Greßhausen und Ottendorf eingegliedert.

### Einwohnerentwicklung
| Jahr      | 1961 | 1970 | 1987 | 1991 | 1995 | 2000 | 2005 | 2010 | 2015 | 2020 |
| --------- | ---- | ---- | ---- | ---- | ---- | ---- | ---- | ---- | ---- | ---- |
| Einwohner | 935  | 995  | 1085 | 1188 | 1152 | 1295 | 1250 | 1222 | 1291 | 1294 |

Im Zeitraum 1988 bis 2018 stieg die Einwohnerzahl von 1136 auf 1268 um 132 Einwohner bzw. um 11,6 %. 2001 hatte die Gemeinde 1298 Einwohner.

## Politik
Die Gemeinde ist Mitglied der Verwaltungsgemeinschaft Theres.

### Gemeinderat
Die Kommunalwahlen 2008 bis 2020 führten zu folgenden Sitzverteilungen im Gemeinderat:
| Partei/ Liste | CSU Ottendorf | Christliche Wählergemeinschaft Gädheim | Dorfgemeinschaft Greßhausen | Freie Wählergemeinschaft Gädheim | SPD Ottendorf | Gesamt   |
| 2020          | 4             | 4                                      | 2                           | 2                                | –             | 12 Sitze |
| 2014          | 3             | 3                                      | 2                           | 2                                | 2             | 12 Sitze |
| 2008          | 3             | 4                                      | 1                           | 2                                | 2             | 12 Sitze |

### Bürgermeister
Erster Bürgermeister ist Peter Kraus (CSU). Dieser wurde im Jahr 2014 Nachfolger von Egon Eck (Christliche Wählergemeinschaft) und setzte sich mit ca. 56 % der Stimmen gegen seinen Mitbewerber Horst Popp (Freie Wählergemeinschaft Gädheim) durch. Am 15. März 2020 wurde er mit 90,6 % der Stimmen für weitere sechs Jahre gewählt.

### Wappen
| Wappen von Gädheim | Blasonierung: „In Rot ein silbernes Eichen-, Linden- und Kastanienblatt im Dreipass.“ |
| Wappen von Gädheim | Wappenbegründung: Gädheim besteht seit 1978 aus den Gemeinden Gädheim, Ottendorf und Gresshausen. Die drei Blätter repräsentieren diese drei Orte. Das Eichenblatt steht für Gädheim und weist auf den einst reichen Eichenbestand in Gädheims Umgebung hin. Das Lindenblatt steht für Ottendorf. Wahrzeichen dieses Ortes sind zwei große Linden, die so genannten Türkenlinden; sie sollen 1683 als Erinnerung an die Rettung Wiens vor der türkischen Eroberung gepflanzt worden sein. Ihre Äste werden von zwei Meter hohen Steinpfeilern gestützt, von dem einer die Jahreszahl 1759 trägt. Das Bild eines Siegels aus dem 18. Jahrhundert weist bereits auf dieses Naturdenkmal. In Gresshausen stehen mächtige Kastanienbäume, die als Naturdenkmale eingetragen sind. Dies kommt durch das Kastanienblatt zum Ausdruck. Die Farben Silber und Rot erinnern an die lange währende Zugehörigkeit des Gemeindegebiets zum Hochstift Würzburg. Dieses Wappen wird seit 1980 geführt. |

## Denkmäler

### Baudenkmäler
- Rathaus (Gädheim)

## Wirtschaft und Infrastruktur

### Wirtschaft einschließlich Land- und Forstwirtschaft
Es gab im Jahr 2020 nach der amtlichen Statistik 69 sozialversicherungspflichtig Beschäftigte am Arbeitsort, die nicht näher nach Branchen differenziert wurden. Sozialversicherungspflichtig Beschäftigte am Wohnort gab es insgesamt 545. Im verarbeitenden Gewerbe und im Bauhauptgewerbe gab es keine Betriebe. Zudem bestanden im Jahr 2016 15 landwirtschaftliche Betriebe mit einer landwirtschaftlich genutzten Fläche von 964 ha, davon waren 100 ha Ackerfläche und 863 ha Dauergrünfläche.

### Bildung
In der Gemeinde Gädheim gibt es folgende Einrichtungen (Stand 2021):
- eine Kindertageseinrichtung: 47 genehmigte Betreuungsplätze, 51 betreute Kinder